# Grotta di Su Mannau
La grotta di Su Mannau si trova nel territorio del comune di Fluminimaggiore nella Sardegna meridionale, in una zona facente parte di un ampio complesso carsico creatosi nel periodo Cambriano.
L'antro si snoda in due tronconi principali, su diversi livelli, originati da due corsi d'acqua sotterranei: il fiume Placido a sinistra e il fiume Rapido a destra. La lunghezza totale è di 8 chilometri ed il punto più alto è di 153 m. La parte visitabile è composta da numerose sale abbellite con concrezioni, stalattiti e stalagmiti (la più alta misura 11 metri), colonne che si innalzano fino a 15 m, cristalli di aragonite, laghi sotterranei.
Oltre che per turismo, la grotta è interessante anche sotto l'aspetto archeologico e scientifico. Al suo interno sono stati rinvenuti infatti i resti di alcune lucerne votive ad olio, di origine nuragica e manufatti di epoca fenicia e romana. Gli studiosi ritengono che anticamente fu un tempio ipogeico dove circa 3000 anni fa sacerdoti nuragici praticavano antichi riti legati all'acqua sacra ed in qualche modo collegato al tempio di Antas non molto distante dalla grotta.
All'interno della cavità carsica si trova una peculiare fauna ed una specie endemica di un particolare isopode chiamato Stenasellus nuragicus, risalente al periodo miocenico. Altre particolari specie che abitano la grotta sono il diplopode Callipsus hamuliger e il chirottero Rhimolophus.